# Martin Chemnitz
Martin Chemnitz (ur. 9 listopada 1522 w Treuenbrietzen, zm. 8 kwietnia 1586 w Brunszwiku) – niemiecki działacz reformacyjny, jeden z najważniejszych teologów luterańskich XVI wieku, współtwórca Formuły zgody, ostatniej księgi symbolicznej luteranizmu.

## Życiorys
Ojciec Martina Chemnitza zmarł, kiedy ten jeszcze był chłopcem, dlatego podjęcie nauki było dla niego trudne. W latach 1539–1542 uczył się w szkole w Magdeburgu, a kiedy zarobił dostatecznie dużo przez nauczanie w latach 1542–1543 w szkole w Calbe, w latach 1543–1544 studiował na Uniwersytecie we Frankfurcie nad Odrą, a w latach 1545–1547 na Uniwersytecie w Wittenberdze. Tam nawiązał kontakt z Filipem Melanchtonem, za którego radą zajął się matematyką, co doprowadziło go do zainteresowania się astrologią. Sprawiło to, że w niewielkim stopniu zajmował się naukami Marcina Lutra, chociaż w pewnym stopniu je poznał. Wybuch wojny zmusił go do opuszczenia Wittenbergi; udał się do Królewca, gdzie nauczał kilku młodych polskich szlachciców, a później został rektorem szkoły w Knipawie. Tam wciąż zajmował się astrologią, aż, podczas wizyty w Wittenberdze, Melanchton skierował jego uwagę ku teologii i przekonał o potrzebie rozróżnienia Prawa i Ewangelii. Jego pracę nauczycielską przerwała zaraza. Wraz z zięciem Melanchtona, Georgiusem Sabinusem udał się do Zalewa, gdzie rozpoczął pracę teologiczną. W 1550 roku powrócił do Królewca, gdzie książę mianował go swoim bibliotekarzem. Tam przekonał się, że za astrologią nie leżą żadne pewne postawy, i poświęcił się teologii, studiując Biblię w językach oryginalnych, Ojców Kościoła i dzieła ówczesnych teologów.
Z powodu sporu o naukę o usprawiedliwieniu prezentowaną przez Andreasa Osiandra, której był przeciwny, Chemnitz opuścił Królewiec i w kwietniu 1553 roku powrócił do Wittenbergi. Tam przez jakiś czas wykładał, jednak niedługo później udał się do Brunszwiku, by osiąść tam na stałe. Tam został koadiutorem superintendenta, a w 1567 roku superintendentem, którym był aż do 1584 roku, kiedy zły stan zdrowia zmusił go do ustąpienia z urzędu. Chemnitz nie był utalentowanym kaznodzieją, jednak dzięki swej pracy został jednym z najbardziej cenionych teologów swoich czasów i brał udział we wszystkich ważniejszych sporach teologicznych. W 1567 roku wraz ze swym przełożonym, Joachimem Mörlinem, udał się do Prus, by tam zreorganizować Kościół rozdarty sporem o naukę Osiandra. W 1568 roku, na zlecenia księcia Juliusza, wraz z Jakobem Andreä wprowadzał reformację w księstwie Brunszwik-Wolfenbüttel, której podstawy teologiczne zawarto w Corpus doctrinæ Julium i Corpus Wilhelminum. W 1576 roku brał udział w zakładaniu Uniwersytetu w Helmstedt.
Martin Chemnitz brał aktywny udział w tworzeniu Formuły zgody i położył wielkie zasługi dla jej ostatecznej akceptacji. Nim się to jednak stało, poróżnił się z księciem Juliuszem, którego ostro skrytykował za to, że jego syn został wyświęcony na biskupa Halberstadt zgodnie z rytem Kościoła katolickiego. Książęta protestanccy, którzy zabiegali o akceptację Formuły, nie zaprosili Juliusza na zjazd w Jüterbocku, czym urazili księcia Brunszwiku. Dlatego też obowiązującą normą został tam Corpus Julium, a Uniwersytet w Helmstedt stał się miejscem, w którym później swe poglądy mógł rozwinąć Georgius Calixtus. W 1582 roku Chemnitz opublikował w Magdeburgu obronę Formuły, którą teologowie z Helmstedt skrytykowali, zwłaszcza za głoszenie wszechobecności ciała Chrystusa. Podjęte próby pojednania zakończyły się niepowodzeniem.
Chemnitz brał również udział w sporze o adiafora, a także polemizował z Ritzaeusem Hardenbergiem, zwingliańskim teologiem, na temat Wieczerzy Pańskiej. W Repetitio sanæ doctrinæ de vera presentia dowodził, że realna obecność Chrystusa wprost wynika ze słów ustanowienia. W De duabus naturis in Christo nauka o wcieleniu była przez niego przedstawiana jako zależna od nauki od Eucharystii. Był przeciwnikiem kryptokalwinizmu i swoimi opiniami wpłynął na działania władz Brunszwiku i Dolnej Saksonii w tym zakresie.
Martin Chemnitz polemizował też z Kościołem rzymskokatolickim. Kiedy jezuici w 1560 roku zaatakowali naukę ewangelicką, Chemnitz odpowiedział na to dziełem Theologiae Jesuitarum praecipua capita. Portugalski jezuita Diego Andrada de Payva odpowiedział na to w 1564 roku, a jego dzieło trafiło do rąk Chemnitza wraz z dekretami soboru trydenckiego. W odpowiedzi na postanowienia z Trydentu Chemnitz napisał dzieło Examen Concilii Tridentini, najważniejszą obronę ewangelicyzmu przed doktryną katolicką napisaną w tych czasach.
Poza działalnością polemiczną zajmował się także systematyzowaniem i komentowaniem teologii okresu wczesnej reformacji. Jego Loci theologici, ukończone przez Leysera w 1591 roku, stanowiło komentarz do Loci communes Melanchtona. Tam Chemnitz, nie krytykując otwarcie poglądów Melanchtona, interpretował je zgodnie z poglądami głównego nurtu luterańskiej teologii, próbując wypracować spójny system teologiczny i ukazać jego związki z życiem chrześcijańskim.
Chemnitz nie wniósł wiele nowych elementów do teologii luterańskiej, uczynił natomiast wiele dla jej usystematyzowania i umocnienia. Zajmował stanowisko pośrednie pomiędzy radykalnymi stronnictwami teologicznymi tych czasów. Chociaż był uczniem Melanchtona, jego poglądy zbliżały się raczej do czystego luteranizmu, dlatego filipiści uważali go za odstępcę. Był niechętny teologicznym nowinkom i radykalizmowi. W swej działalności teologicznej nie zajmował się spekulacjami, lecz pragnął raczej sformułować użyteczne i niekwestionowane prawdy. Jego rola dla umocnienia luteranizmu była tak wielka, że popularne powiedzenie głosiło Si Martinus non fuisset, Martinus vix stetisset („Gdyby nie było Marcina [Chemnitza], Marcin [Luter] by nie przetrwał”).

## Dzieła (wybór)
- Repetitio sanæ doctrinæ de vera presentia (1561)
- Theologiae Jesuitarum praecipua capita (1562)
- Examen Concilii Tridentini (1565–1573)
- De duabus naturis in Christo (1570)
- Apologia oder Verantwortung des christlichen Concordienbuchs (1582)
- Loci theologici quibus Ph. Melanchthonis communes loci perspicue explicantur (1591)
- Harmonia evangelica (1593)
- Auslegung der Evangelien (1593)